# Nagai
Pour les articles homonymes, voir Nagai (homonymie).
Nagai (長井市, Nagai-shi) est une ville de la préfecture de Yamagata, dans le nord de l'île de Honshū, au Japon.

## Géographie

### Situation
Nagai est située dans le sud de la préfecture de Yamagata.

### Démographie
En 2003, la population de Nagai s'élevait à 29 333 habitants, répartis sur une superficie de 214,69 km2 (densité de population de 137 hab./km2). En janvier 2022, elle était de 25 755 habitants.

### Hydrographie
La ville est traversée par le fleuve Mogami.

## Histoire
Le village moderne de Nagai a été créé en 1889. Il obtient le statut de ville le 15 novembre 1954.

## Transports
La ville est desservie par la ligne Yonesaka de la JR East et par la ligne Flower Nagai de la Yamagata Railway.

## Jumelage
La ville de Nagai est jumelée avec :
- Bad Säckingen (Allemagne),
- Shuangyashan (Chine).

## Météorite
Une météorite de 1,8 kg, la météorite de Nagai, est tombée à proximité le 30 mai 1922,.

## Honneur
L'astéroïde (33553) Nagai est nommé en son honneur.